# Mens (Mythologie)
Mens ist in der römischen Mythologie die Personifikation des Denkens und des Bewusstseins. Sie ist auch bekannt als Bona Mens, der Personifikation der menschlichen Seele. 
Nach der Niederlage des Konsuls Gaius Flaminius in der Schlacht am Trasimenischen See 217 v. Chr. schwor der Prätor Titus Otacilius Crassus auf Anraten der sibyllinischen Bücher und im Auftrag des Senats den Bau eines Tempels der Mens auf dem Kapitol, der zwei Jahre später neben dem Tempel der Venus Erycina geweiht wurde.  Die Römer baten die Göttin, ihnen im Kampf gegen Hannibal Umsicht und Klarheit des Denkens zu verleihen. Am Stiftungstag des Tempels, dem 8. Juni, wurde ihr zu Ehren ein Fest gefeiert. Mens Bona wurde nicht nur im öffentlichen, sondern auch im privaten Kult verehrt. 
Bei Plinius und Cicero wird der Kult der Mens neben anderen abstrakten Vergöttlichungen erwähnt. Während der Kult in der republikanischen Zeit nicht sehr weit verbreitet war, sind zahlreiche Weihungen aus der Kaiserzeit überliefert. Außerhalb Roms war der Kult der Bona Mens bei Sklaven verbreitet.
Abbildungen der Mens sind auf römischen Münzen erhalten.